# Список депутатов Верховного Совета РСФСР VII созыва
Список депутатов Верховного Совета РСФСР VII созыва
Верховный Совет РСФСР согласно Конституциям 1937 и 1978 годов является высшим органом государственной власти РСФСР. После изменения названия государства (декабрь 1991 г.) — Верховный Совет Российской Федерации.
Депутаты ВС РСФСР избирались по территориальным избирательным округам сначала по норме представительства, охватывавшей определённую численность населения. В связи с ростом населения росло и число депутатов ВС РСФСР, поэтому было решено установить твёрдую численность ВС РСФСР. По Конституции 1978 года, он состоял из 975 депутатов.
Согласно ст. 104 Конституции, ВС РСФСР правомочен решать все вопросы, отнесённые Конституцией СССР и Конституцией РСФСР к ведению РСФСР. Его исключительными правами были: принятие Конституции РСФСР, внесение в неё изменений, представление на утверждение ВС РСФСР образования новых автономных республик и автономных областей в составе РСФСР, утверждение государственных планов экономического и социального развития РСФСР, государственного бюджета РСФСР и отчётов об их исполнении, образование подотчётных ВС РСФСР органов. Законы РСФСР принимались либо ВС РСФСР, либо референдумом, проводимым по решению ВС РСФСР. ВС РСФСР проводил две сессии в год продолжительностью два-три дня. ВС РСФСР образовывал постоянные комиссии, которые работали в течение более длительного срока.
Депутаты Верховного Совета РСФСР VII созыва работали с 1967 по 1971 год.
Всего 883 депутата.
| # А Б В Г Д Е Ё Ж З И К Л М Н О П Р С Т У Ф Х Ц Ч Ш Щ Э Ю Я |

## А
1. Абухова, Шамсият Магомедовна, Дагестанская АССР
2. Аверкина, Мария Сергеевна, Московская область
3. Акбашева, Мария Махмудовна, Ставропольский край
4. Александров, Николай Павлович, Воронежская область
5. Алексеев, Михаил Николаевич, Саратовская область
6. Алексеева, Мария Петровна, Ульяновская область
7. Алмазов, Ильяс Абдулаевич, Чечено-Ингушская АССР
8. Алмакаев, Пётр Афанасьевич, Марийская АССР
9. Алтунин Александр Терентьевич, Калининградская область
10. Амиров, Мирсаяф Масалимович, Татарская АССР
11. Амирханов, Хабибулла Ибрагимович, Дагестанская АССР
12. Ангельев, Дмитрий Дмитриевич, Ростовская область
13. Андреева, Антонина Васильевна, Московская область
14. Андреева, Мария Григорьевна, Ленинградская область
15. Андреева, Мария Михайловна, Челябинская область
16. Андропов, Юрий Владимирович, Тульская область
17. Андрякова, Мария Егоровна, Мордовская АССР
18. Аносова, Тамара Петровна, Воронежская область
19. Антонов, Николай Афанасьевич, Новгородская область
20. Антоновский, Евгений Андреевич, Архангельская область
21. Антуфьев, Александр Фёдорович, Архангельская область
22. Арсентьев, Николай Иванович, Ленинград
23. Астафьева, Галина Петровна, Курганская область
24. Афанасьев, Алексей Тимофеевич, Куйбышевская область
25. Афлятунова, Фатыма Фардеевна, Оренбургская область
26. Африкантов, Игорь Иванович, Горьковская область
27. Ахазов, Тимофей Аркадьевич, Чувашская АССР
28. Ахмадуллин, Фидай Сафиуллинович, Башкирская АССР
29. Ахметзянова, Василя Закировна, Башкирская АССР

## Б
1. Багликова, Лариса Васильевна, Новосибирская область
2. Бажутин, Сергей Константинович, Пермская область
3. Байков, Иван Иванович, Ленинград
4. Балакин, Георгий Николаевич, Приморский край
5. Банников, Виктор Михайлович, Свердловская область
6. Барабаш, Серафим Трофимович, Воронежская область
7. Баранов, Василий Николаевич, Иркутская область
8. Басилов, Дмитрий Петрович, Пермская область
9. Батохин, Николай Михайлович, Краснодарский край
10. Батыев, Салих Гилимханович, Татарская АССР
11. Бачеева, Фаина Фёдоровна, Ивановская область
12. Башева, Валентина Макаровна, Краснодарский край
13. Башмакова, Зоя Николаевна, Ивановская область
14. Безбородов, Георгий Фролович, Ростовская область
15. Безверхова, Галина Иосифовна, Краснодарский край
16. Белик, Пётр Алексеевич, Читинская область
17. Белов, Виктор Алексеевич, Ульяновская область
18. Белокопытова, Анна Ивановна, Брянская область
19. Беломестнова, Альбина Ефимовна, Читинская область
20. Белоусова, Мария Игнатьевна, Алтайский край
21. Белякова, Валентина Леонтьевна, Пензенская область
22. Беспалов, Иван Петрович, Кировская область
23. Билалова, Суфия Шайдулловна, Татарская АССР
24. Бирюков, Анатолий Ефимович, Ульяновская область
25. Бирюков, Василий Ильич, Волгоградская область
26. Бирюков, Иван Ильич, Горьковская область
27. Блинов, Владимир Михайлович, Коми АССР
28. Блинова, Галина Антоновна, Пермская область
29. Блохин, Николай Константинович, Астраханская область
30. Бобков, Лев Петрович, Калининская область
31. Бобкова, Нина Ивановна, Владимирская область
32. Бобров, Александр Петрович, Липецкая область
33. Богодухова, Валентина Ивановна, Краснодарский край
34. Бойкова, Анна Петровна, Ленинград
35. Бойченко, Иван Васильевич, Новосибирская область
36. Боков, Пётр Устинович, Оренбургская область
37. Болдова, Лариса Викторовна, Москва
38. Бондаренко, Александр Иванович, Татарская АССР
39. Бондаренко, Фёдор Михайлович, Архангельская область
40. Бондарчук, Сергей Фёдорович, Чечено-Ингушская АССР
41. Бординов, Виктор Михайлович, Ивановская область
42. Бордылёнок, Николай Андреевич, Рязанская область
43. Борисенко, Клавдия Егоровна, Курская область
44. Борисов, Леонид Александрович, Москва
45. Борисов, Михаил Егорович, Приморский край
46. Боровская, Мария Кирилловна, Ростовская область
47. Босенко, Николай Васильевич, Ставропольский край
48. Боташев, Магомет Абдурзакович, Ставропольский край
49. Бочвар, Андрей Анатольевич, Московская область
50. Бочков, Владимир Григорьевич, Ленинградская область
51. Бояршина, Антонина Никифоровна, Бурятская АССР
52. Бревенникова, Фаина Алексеевна, Пермская область
53. Брежнев, Леонид Ильич, Москва
54. Бритвина, Анна Фёдоровна, Саратовская область
55. Бронников, Иван Тимофеевич, Омская область
56. Брызин, Николай Николаевич, Курганская область
57. Бубнов, Виктор Иванович, Мордовская АССР
58. Бузаев, Николай Семёнович, Куйбышевская область
59. Бурков, Александр Степанович, Свердловская область
60. Бутусов, Сергей Михайлович, Кемеровская область
61. Бушуев, Виктор Михайлович, Башкирская АССР
62. Буячкина, Таисия Васильевна, Калининская область
63. Бычков, Або Николаевич, Челябинская область

## В
1. Валентович, Михаил Иванович, Новосибирская область
2. Ваняев, Николай Алексеевич, Ростовская область
3. Варфоломеева, Нина Михайловна, Томская область
4. Васильев, Анатолий Лукич, Ленинград
5. Васильев, Владимир Петрович, Ульяновская область
6. Васильев, Михаил Витальевич, Алтайский край
7. Васьковский, Михаил Романович, Ленинградская область
8. Вахромеева, Валентина Ивановна, Горьковская область
9. Вахрушева, Лидия Мироновна, Красноярский край
10. Вашура, Пётр Владимирович, Свердловская область
11. Вашурина, Надежда Аристарховна, Ростовская область
12. Ведев, Георгий Митрофанович, Камчатская область
13. Ведерников, Николай Иванович, Чечено-Ингушская АССР
14. Вербина, Мария Павловна, Саратовская область
15. Весенкова, Мария Федосеевна, Новосибирская область
16. Вешкурцев, Михаил Никитич, Тюменская область
17. Виноградова, Ольга Николаевна, Свердловская область
18. Витковский, Владимир Николаевич, Калининградская область
19. Вишневский, Александр Александрович, Москва
20. Власенко, Леонид Андреевич, Вологодская область
21. Власов, Александр Владимирович, Якутская АССР
22. Власюк, Алексей Ефремович, Оренбургская область
23. Волкова, Зинаида Алексеевна, Сахалинская область
24. Волкова, Раиса Михайловна, Волгоградская область
25. Володина, Татьяна Николаевна, Москва
26. Володькина, Мария Дмитриевна, Ульяновская область
27. Вонсовский, Сергей Васильевич, Свердловская область
28. Воробьёв, Александр Акимович, Томская область
29. Воробьёва, Анастасия Андреевна, Калининская область
30. Ворожцов, Владимир Васильевич, Кировская область
31. Воронина, Нина Петровна, Воронежская область
32. Воронинский, Сергей Сергеевич, Башкирская АССР
33. Воронов, Борис Дмитриевич, Тульская область
34. Воронов, Геннадий Иванович, Омская область
35. Воронов, Иван Емельянович, Архангельская область
36. Воронов, Феодосий Дионисьевич, Челябинская область
37. Вороновский, Николай Анатольевич, Брянская область
38. Воронцов, Николай Евгеньевич, Ярославская область
39. Воротников, Виталий Иванович, Куйбышевская область
40. Вставский, Михаил Георгиевич, Омская область

## Г
1. Габдрахманова, Савда Муллахметовна, Татарская АССР
2. Гаврилов-Подольский, Валентин Феодосьевич, Красноярский край
3. Гаджиев, Магомед-Гаджи Гаджиевич, Дагестанская АССР
4. Газизов, Галимзян Мирзаянович, Татарская АССР
5. Гайдук, Александр Константинович, Кемеровская область
6. Галкин, Александр Михайлович, Воронежская область
7. Гандурин, Александр Николаевич, Свердловская область
8. Ганеев, Камиль Самигуллович, Приморский край
9. Гатауллина, Лира Даяновна, Башкирская АССР
10. Гвоздев, Анатолий Иванович, Свердловская область
11. Герасимов, Виктор Яковлевич, Саратовская область
12. Герасимов, Иван Егорович, Тамбовская область
13. Герасимов, Константин Михайлович, Ростовская область
14. Герасимов, Сергей Апполинарьевич, Свердловская область
15. Герасимова, Валентина Кузьминична, Куйбышевская область
16. Герасимова, Зинаида Фёдоровна, Смоленская область
17. Геттуев, Магомет Исмаилович, Кабардино-Балкарская АССР
18. Гимадеев, Мидхат Каримович, Татарская АССР
19. Гиренко, Павел Дмитриевич, Свердловская область
20. Гладченко, Светлана Петровна, Астраханская область
21. Глазко, Анастасия Ивановна, Красноярский край
22. Глухов, Николай Петрович, Тамбовская область
23. Глуховская, Людмила Ивановна, Ростовская область
24. Глушич, Андрей Алексеевич, Ростовская область
25. Гнедов, Алексей Трофимович, Смоленская область
26. Говорова, Лоида Петровна, Тульская область
27. Говорушин, Константин Васильевич, Ленинград
28. Голиков, Константин Николаевич, Омская область
29. Гологуз, Анна Михайловна, Алтайский край
30. Голубева, Алла Фёдоровна, Смоленская область
31. Голубков, Алексей Зотович, Алтайский край
32. Горбунов, Александр Михайлович, Кировская область
33. Горшков, Анатолий Степанович, Амурская область
34. Горюнов, Сергей Васильевич, Тюменская область
35. Графский, Михаил Григорьевич, Владимирская область
36. Грибачёв, Николай Матвеевич, Брянская область
37. Григорова, Мария Петровна, Владимирская область
38. Гриднев, Гавриил Степанович, Московская область
39. Гриничева, Зоя Родионовна, Москва
40. Гришанов, Василий Максимович, Краснодарский край
41. Гришин, Борис Дмитриевич, Горьковская область
42. Гришин, Виктор Васильевич, Московская область
43. Грушевой, Константин Степанович, Московская область
44. Гульчеев, Мурат Налукович, Северо-Осетинская АССР
45. Гуляева, Зоя Михайловна, Москва
46. Гусев, Николай Николаевич, Калужская область
47. Гусейнов, Камран Асад оглы, Ростовская область
48. Гущин, Валентин Михайлович, Башкирская АССР
49. Гущин, Павел Павлович, Удмуртская АССР
50. Гущин, Фёдор Иванович, Саратовская область

## Д
1. Давыдов, Михаил Фёдорович, Москва
2. Давыдова, Анна Ивановна, Ярославская область
3. Дадушкина, Любовь Васильевна, Пензенская область
4. Дементьева, Раиса Фёдоровна, Москва
5. Деменцева, Анфисия Ильинична, Кемеровская область
6. Демидова, Александра Ивановна, Калужская область
7. Демидова, Татьяна Николаевна, Калининская область
8. Демичев, Пётр Нилович, Ярославская область
9. Демченко, Вадим Николаевич, Омская область
10. Денисенко, Татьяна Ильинична, Омская область
11. Денисов, Михаил Михайлович, Кировская область
12. Джабраилова, Хадижат, Чечено-Ингушская АССР
13. Дикарёва, Клавдия Фёдоровна, Москва
14. Димов, Радий Иванович, Амурская область
15. Дмитриев, Александр Павлович, Ростовская область
16. Дмитриев, Валентин Иванович, Челябинская область
17. Дмитриев, Николай Иванович, Читинская область
18. Добыш, Фёдор Иванович, Смоленская область
19. Долчанмаа, Бай-Кара Шожульбеевна, Тувинская АССР
20. Донцов, Константин Васильевич, Костромская область
21. Дроздов, Михаил Иванович, Приморский край
22. Дрыжов, Валентин Иванович, Курская область
23. Дубинина, Анна Фёдоровна, Иркутская область
24. Дуденков, Иван Григорьевич, Астраханская область
25. Дудин, Михаил Дмитриевич, Курганская область
26. Дьяков, Валентин Александрович, Красноярский край
27. Дьякова, Нина Фёдоровна, Саратовская область
28. Дьяченко, Надежда Михайловна, Брянская область
29. Дьячкова, Тамара Кирилловна, Мурманская область
30. Дягилева, Нина Павловна, Кемеровская область

## Е
1. Евсеев, Василий Сергеевич, Кемеровская область
2. Егоров, Евгений Павлович, Архангельская область
3. Егоров, Никита Васильевич, Тамбовская область
4. Егорова, Зоя Николаевна, Ленинградская область
5. Емельянова, Мария Ивановна, Новгородская область
6. Енвова, Елена Степановна, Горьковская область
7. Енисеев, Сергей Исакович, Иркутская область
8. Ерахтина, Екатерина Андреевна, Челябинская область
9. Ермаков, Владимир Васильевич, Татарская АССР
10. Ермакова, Серафима Михайловна, Москва

## Ж
1. Жадов, Алексей Семёнович, Волгоградская область
2. Живодёров, Владимир Михайлович, Приморский край
3. Жукова, Валентина Егоровна, Челябинская область
4. Журавлёв, Борис Александрович, Ленинград
5. Журавлёва, Марина Ильинична, Ленинград

## З
1. Забавников, Пётр Андреевич, Тамбовская область
2. Забалуев, Валентин Трофимович, Новосибирская область
3. Забиров, Хайдар Давыдович, Пензенская область
4. Заварухин, Юрий Ильич, Ленинград
5. Загафуранов, Файзрахман Загафуранович, Башкирская АССР
6. Зайцев, Александр Васильевич, Новосибирская область
7. Закиров, Ахат Закирович, Татарская АССР
8. Зародов, Константин Иванович, Вологодская область
9. Зарукина, Матрёна Георгиевна, Иркутская область
10. Засыпкин, Иван Алексеевич, Ростовская область
11. Зверев, Борис Михайлович, Красноярский край
12. Звягинцева, Антонина Власовна, Волгоградская область
13. Зезина, Любовь Михайловна, Куйбышевская область
14. Знаменский, Юрий Степанович, Алтайский край
15. Зубенко, Иван Егорович, Ростовская область
16. Зубкова, Нина Дмитриевна, Оренбургская область
17. Зыков, Вячеслав Андреевич, Волгоградская область
18. Зырянов, Павел Иванович, Приморский край

## И
1. Иванов, Борис Игнатьевич, Смоленская область
2. Иванов, Николай Михайлович, Московская область
3. Иванов, Пётр Николаевич, Ленинград
4. Иванова, Елизавета Павловна, Чувашская АССР
5. Иванова, Клавдия Павловна, Куйбышевская область
6. Ивановский, Евгений Филиппович, Тульская область
7. Иванченко, Пётр Сергеевич, Красноярский край
8. Иваньков, Михаил Захарович, Смоленская область
9. Игнаткин, Иван Афанасьевич, Ростовская область
10. Игнатьев, Борис Николаевич, Коми АССР
11. Икомасов, Анатолий Константинович, Иркутская область
12. Ильичёв, Анатолий Васильевич, Волгоградская область
13. Ильичёв, Леонид Александрович, Челябинская область
14. Илькова, Александра Илларионовна, Омская область
15. Ионов, Пётр Иванович, Ленинградская область
16. Ипполитов, Евгений Константинович, Москва
17. Исаев, Василий Павлович, Москва
18. Исаев, Виктор Фёдорович, Московская область
19. Исакова, Нина Сергеевна, Москва
20. Искоркина, Мария Петровна, Ульяновская область
21. Ищенко, Иван Степанович, Краснодарский край

## К
1. Кабанов, Василий Павлович, Красноярский край
2. Кабков, Яков Иванович, Горьковская область
3. Казаков, Виктор Савельевич, Саратовская область
4. Казнов, Фёдор Васильевич, Калининская область
5. Калашников, Алексей Максимович, Москва
6. Калинин, Анатолий Вениаминович, Ростовская область
7. Калинина, Анна Александровна, Новосибирская область
8. Камаев, Геронтий Леонтьевич, Тульская область
9. Камаев, Николай Васильевич, Мордовская АССР
10. Камалетдинова, Гадия Габдрахмановна, Башкирская АССР
11. Камалов, Раиль Исмагилович, Башкирская АССР
12. Канев, Степан Александрович, Коми АССР
13. Капитонов, Иван Васильевич, Московская область
14. Каплина, Нина Ивановна, Курская область
15. Капырин, Георгий Ильич, Ленинград
16. Каримов, Мустафа Сафич, Башкирская АССР
17. Карлина, Людмила Анатольевна, Липецкая область
18. Карнаев, Евгений Алексеевич, Орловская область
19. Карнаухова, Зинаида Ивановна, Пензенская область
20. Карнаухова, Тамара Ивановна, Иркутская область
21. Карпенко, Нина Петровна, Челябинская область
22. Карпеченко, Ульяна Тихоновна, Брянская область
23. Карпов, Алексей Михайлович, Москва
24. Карпов, Леонид Анатольевич, Москва
25. Карпов, Михаил Васильевич, Татарская АССР
26. Карпова, Евдокия Фёдоровна, Московская область
27. Карташёв, Виктор Андреевич, Челябинская область
28. Катаев, Евгений Фёдорович, Коми АССР
29. Катков, Леонид Александрович, Алтайский край
30. Катцына, Марта Анисимовна, Кемеровская область
31. Кацуба, Павел Борисович, Иркутская область
32. Качанов, Александр Иванович, Краснодарский край
33. Кашпур, Марфа Семёновна, Приморский край
34. Кинжибаев, Карим Шахназарович, Астраханская область
35. Киняпин, Михаил Николаевич, Рязанская область
36. Кириленко, Андрей Павлович, Ленинград
37. Кириллова, Алевтина Владимировна, Саратовская область
38. Кирпичников, Пётр Иванович, Челябинская область
39. Кирягина, Мария Максимовна, Татарская АССР
40. Киселёв, Иван Иванович, Горьковская область
41. Кичапов, Николай Иванович, Калмыцкая АССР
42. Клеменчук, Алексей Петрович, Дагестанская АССР
43. Клепиков, Иван Фёдорович, Хабаровский край
44. Клименко, Иван Ефимович, Смоленская область
45. Климентьева, Таисия Петровна, Удмуртская АССР
46. Клоков, Николай Сергеевич, Курская область
47. Клюев, Владимир Григорьевич, Ивановская область
48. Ключников, Виктор Васильевич, Калининская область
49. Кобяков, Анатолий Николаевич, Владимирская область
50. Ковалёва, Татьяна Кирилловна, Ростовская область
51. Коваленко, Алексей Саввич, Ставропольский край
52. Козина, Анна Николаевна, Брянская область
53. Козлов, Григорий Ионович, Смоленская область
54. Козлова, Анна Ивановна, Калининская область
55. Козлова, Людмила Ивановна, Читинская область
56. Кокушкин, Владимир Иванович, Ленинградская область
57. Колесова, Анна Александровна, Ярославская область
58. Колодько, Прасковья Матвеевна, Краснодарский край
59. Колпаков, Борис Тимофеевич, Свердловская область
60. Колупаев, Кирилл Иванович, Алтайский край
61. Колчина, Ольга Павловна, Московская область
62. Комаровский, Александр Николаевич, Приморский край
63. Комолова, Нина Арсеньевна, Ленинград
64. Коновалов, Иван Михайлович, Брянская область
65. Коновалов, Николай Леонтьевич, Мурманская область
66. Конончук, Гений Иванович, Кемеровская область
67. Конопатов, Александр Дмитриевич, Воронежская область
68. Коноплёва, Лариса Ивановна, Карельская АССР
69. Константинов, Борис Павлович, Ленинград
70. Коньков, Григорий Григорьевич, Брянская область
71. Копенкин, Александр Иванович, Астраханская область
72. Корелина, Александра Васильевна, Архангельская область
73. Корепанова, Антонина Ивановна, Удмуртская АССР
74. Корнев, Константин Сергеевич, Ставропольский край
75. Корнеев, Пётр Иванович, Северо-Осетинская АССР
76. Коровина, Серафима Сергеевна, Пермская область
77. Королёв, Анатолий Алексеевич, Воронежская область
78. Королёв, Иван Михайлович, Волгоградская область
79. Королькевич, Владимир Петрович, Брянская область
80. Коротков, Николай Петрович, Тамбовская область
81. Коротков, Павел Васильевич, Дагестанская АССР
82. Корчагина, Валентина Ивановна, Горьковская область
83. Косоногов, Алексей Ильич, Сахалинская область
84. Косоплёткин, Роман Тимофеевич, Воронежская область
85. Костебелова, Валентина Павловна, Томская область
86. Костюченко, Антонина Фоминична, Кемеровская область
87. Костюченко, Владимир Константинович, Московская область
88. Косыгин, Алексей Николаевич, Москва
89. Котельников, Михаил Иванович, Курская область
90. Кочанов, Виктор Иванович, Саратовская область
91. Кочемасов, Вячеслав Иванович, Ивановская область
92. Кочетков, Валентин Кузьмич, Пензенская область
93. Кочетков, Николай Георгиевич, Кемеровская область
94. Кочкин, Георгий Васильевич, Ленинград
95. Кошкарёв, Павел Иванович, Амурская область
96. Кошкин, Василий Платонович, Чувашская АССР
97. Кощеева, Зоя Леонидовна, Кировская область
98. Кравченко, Константин Фёдорович, Приморский край
99. Кравченко, Юрий Александрович, Иркутская область
100. Красильников, Геннадий Дмитриевич, Удмуртская АССР
101. Крестьянинов, Василий Иванович, Москва
102. Кривокора, Алексей Михайлович, Челябинская область
103. Криницына, Лариса Михайловна, Ставропольский край
104. Кротт, Вячеслав Николаевич, Ярославская область
105. Круглов, Фёдор Григорьевич, Тульская область
106. Кручинина, Нина Григорьевна, Калининградская область
107. Крымов, Михаил Иванович, Воронежская область
108. Крюков, Анатолий Георгиевич, Ульяновская область
109. Крюкова, Надежда Владимировна, Москва
110. Кубаткина, Мария Сергеевна, Москва
111. Кувшинова, Капитолина Александровна, Московская область
112. Кудинова, Раиса Андреевна, Тульская область
113. Кудрявцев, Константин Николаевич, Костромская область
114. Кудрявцев, Николай Павлович, Архангельская область
115. Кузнецов, Александр Иванович, Томская область
116. Кузнецов, Николай Александрович, Новосибирская область
117. Кузнецов, Николай Дмитриевич, Куйбышевская область
118. Кузнецова, Ксения Васильевна, Воронежская область
119. Кулаков, Фёдор Давыдович, Пензенская область
120. Култышев, Иван Петрович, Пермская область
121. Куприенко, Андрей Никитьевич, Свердловская область
122. Курицын, Виктор Константинович, Калининградская область
123. Куркоткин, Семён Константинович, Владимирская область
124. Куценко, Тамара Алексеевна, Кемеровская область
125. Кучкин, Сергей Андреевич, Красноярский край
126. Кыдрашев, Чёт Кыдрашевич, Алтайский край

## Л
1. Лаврентьева, Мария Лаврентьевна, Чувашская АССР
2. Лавунов, Пётр Павлович, Амурская область
3. Лагуткин, Николай Васильевич, Рязанская область
4. Лалетина, Тамара Павловна, Свердловская область
5. Ланцова, Анна Григорьевна, Ростовская область
6. Ларионова, Антонина Матвеевна, Ленинград
7. Латыгин, Михаил Никанорович, Кемеровская область
8. Латышев, Павел Кузьмич, Белгородская область
9. Лачинов-Андрианов, Анатолий Фёдорович, Пермская область
10. Лебедев, Валентин Григорьевич, Саратовская область
11. Лебедев, Виктор Николаевич, Пермская область
12. Лебедев, Евгений Иванович, Красноярский край
13. Ледяева, Анна Алексеевна, Горьковская область
14. Леонов, Иван Михайлович, Саратовская область
15. Лесков, Иван Евтихиевич, Читинская область
16. Леснова, Раиса Васильевна, Хабаровский край
17. Лещенко, Анна Григорьевна, Кемеровская область
18. Лисицын, Николай Максимович, Тамбовская область
19. Листов, Владимир Владимирович, Кемеровская область
20. Лифатов, Алексей Петрович, Хабаровский край
21. Лихачёв, Михаил Григорьевич, Кемеровская область
22. Лобытов, Михаил Григорьевич, Вологодская область
23. Логинов, Василий Андреевич, Калининградская область
24. Лопатинская, Капитолина Андреевна, Челябинская область
25. Лукин, Иван Николаевич, Московская область
26. Лукьянёнок, Николай Викентьевич, Томская область
27. Лукьянова, Елена Андреевна, Рязанская область
28. Лыкова, Лидия Павловна, Псковская область
29. Лысенкова, Юлия Кузьминична, Московская область
30. Люмина, Анна Дмитриевна, Алтайский край
31. Лютова, Зоя Александровна, Кировская область
32. Ляпин, Владимир Алексеевич, Рязанская область
33. Ляшко, Николай Михайлович, Куйбышевская область

## М
1. Мажаев, Фёдор Александрович, Ленинградская область
2. Мазовка, Владимир Филиппович, Ростовская область
3. Мазуров, Кирилл Трофимович, Ленинград
4. Мазуровский, Павел Леонович, Оренбургская область
5. Макаев, Сергей Владимирович, Свердловская область
6. Макаров, Александр Тимофеевич, Рязанская область
7. Макаров, Иван Максимович, Пермская область
8. Макарова, Евдокия Михайловна, Якутская АССР
9. Макарова, Серафима Никифоровна, Архангельская область
10. Макова, Анна Михайловна, Приморский край
11. Макурин, Константин Петрович, Тюменская область
12. Малахова, Мария Михайловна, Воронежская область
13. Малинина, Прасковья Андреевна, Костромская область
14. Малиновский, Борис Анатольевич, Иркутская область
15. Малофеев, Павел Родионович, Свердловская область
16. Малышева, Анна Яковлевна, Владимирская область
17. Мальцев, Терентий Семёнович, Курганская область
18. Мальшаков, Николай Петрович, Пензенская область
19. Мамонтов, Евгений Васильевич, Челябинская область
20. Манаев, Виктор Иванович, Башкирская АССР
21. Манохина, Антонина Георгиевна, Московская область
22. Мануйлова, Лариса Ивановна, Новосибирская область
23. Манылова, Клара Александровна, Красноярский край
24. Марков, Аркадий Терентьевич, Удмуртская АССР
25. Маркова, Валентина Григорьевна, Москва
26. Мартынов, Борис Павлович, Татарская АССР
27. Мартьянов, Александр Тимофеевич, Челябинская область
28. Марусева, Наталья Ивановна, Калужская область
29. Марченко, Иван Тихонович, Смоленская область
30. Масленников, Николай Иванович, Горьковская область
31. Маслов, Николай Григорьевич, Курганская область
32. Маслова, Анастасия Николаевна, Кировская область
33. Матвеев, Алексей Матвеевич, Мурманская область
34. Матвеева, Валентина Александровна, Псковская область
35. Матвеева, Людмила Дмитриевна, Куйбышевская область
36. Махмутьянова, Галима Сабирьяновна, Башкирская АССР
37. Медунов, Сергей Фёдорович, Краснодарский край
38. Мелентьева, Алла Ивановна, Ивановская область
39. Мелешков, Сергей Алексеевич, Пермская область
40. Мерзлякова, Нина Акимовна, Кемеровская область
41. Меркулов, Александр Матвеевич, Ростовская область
42. Меркулов, Павел Иванович, Оренбургская область
43. Месяц, Валентин Карпович, Курская область
44. Мешков, Фёдор Степанович, Орловская область
45. Миллионщиков, Михаил Дмитриевич, Москва
46. Миляков, Виталий Алексеевич, Краснодарский край
47. Минина, Валентина Павловна, Архангельская область
48. Миронов, Иван Фёдорович, Тульская область
49. Миронова, Ирина Николаевна, Приморский край
50. Мирошниченко, Николай Михайлович, Воронежская область
51. Мирошниченко, Николай Яковлевич, Кемеровская область
52. Михайлова, Зоя Иосифовна, Калининская область
53. Михалков, Сергей Владимирович, Москва
54. Мишин, Василий Павлович, Пермская область
55. Могутнов, Михаил Алексеевич, Ярославская область
56. Модина, Зинаида Семёновна, Саратовская область
57. Мордвинцев, Пётр Иванович, Волгоградская область
58. Мороз, Иван Михайлович, Горьковская область
59. Морозов, Николай Иванович, Мурманская область
60. Морозов, Николай Петрович, Ярославская область
61. Морозова, Вера Павловна, Астраханская область
62. Морокова, Августа Александровна, Костромская область
63. Москвичёв, Иван Романович, Марийская АССР
64. Московский, Василий Петрович, Пермская область
65. Мотикова, Вероника Иосифовна, Краснодарский край
66. Мощевитин, Андрей Дмитриевич, Московская область
67. Мудрик, Сергей Никитович, Краснодарский край
68. Мудров, Пётр Алексеевич, Куйбышевская область
69. Музыкин, Пётр Степанович, Свердловская область
70. Мусатова, Наталья Ивановна, Алтайский край
71. Мусин, Рашид Мусинович, Татарская АССР
72. Мусияченко, Трофим Иванович, Красноярский край
73. Мясников, Георг Васильевич, Пензенская область
74. Мясникова, Галина Павловна, Ивановская область

## Н
1. Нагоев, Хамиал Газизович, Кабардино-Балкарская АССР
2. Назаркина, Мария Яковлевна, Рязанская область
3. Найданова, Цырендулма Намсараевна, Читинская область
4. Наймушин, Иван Иванович, Иркутская область
5. Натарова, Галина Яковлевна, Ярославская область
6. Наумов, Владимир Иванович, Ленинградская область
7. Наумова, Елена Фёдоровна, Мордовская АССР
8. Начинкин, Николай Александрович, Оренбургская область
9. Немцев, Сергей Александрович, Сахалинская область
10. Немчинов, Николай Николаевич, Алтайский край
11. Ненашев, Николай Яковлевич, Алтайский край
12. Непокупной, Николай Афанасьевич, Волгоградская область
13. Непшекуев, Сагид Тагирович, Краснодарский край
14. Нескоромная, Екатерина Михайловна, Воронежская область
15. Нестеренко, Антонина Петровна, Иркутская область
16. Нестеров, Яков Степанович, Тамбовская область
17. Нефёдова, Нина Андреевна, Московская область
18. Нехабов, Севастьян Яковлевич, Горьковская область
19. Нечаева, Зинаида Михайловна, Тамбовская область
20. Нешков, Хрисанф Павлович, Калининская область
21. Нигаматуллин, Рамазан Муллагалеевич, Башкирская АССР
22. Никандрова, Анна Тимофеевна, Ленинград
23. Николаев, Андриян Григорьевич, Чувашская АССР
24. Николаев, Георгий Александрович, Москва
25. Николаев, Егор Николаевич, Удмуртская АССР
26. Николаев, Иван Васильевич, Москва
27. Никонов, Валентин Иванович, Омская область
28. Никулина, Елизавета Ефимовна, Красноярский край
29. Новиков, Анатолий Григорьевич, Рязанская область
30. Новиков, Нил Дмитриевич, Липецкая область
31. Новикова, Лариса Александровна, Свердловская область
32. Носкова, Маргарита Петровна, Вологодская область

## О
1. Обнорская, Мария Александровна, Вологодская область
2. Образцов, Иван Филиппович, Московская область
3. Овсянникова, Мария Алексеевна, Марийская АССР
4. Овчинникова, Александра Яковлевна, Якутская АССР
5. Оковитов, Андрей Иванович, Хабаровский край
6. Окунев, Василий Васильевич, Московская область
7. Окушко, Борис Иванович, Кемеровская область
8. Онохина, Любовь Ивановна, Свердловская область
9. Орлов, Сергей Дмитриевич, Тамбовская область
10. Орлова, Нина Алексеевна, Оренбургская область
11. Осадчий, Яков Павлович, Челябинская область
12. Осипчик, Борис Александрович, Псковская область
13. Островский, Николай Григорьевич, Башкирская АССР
14. Ошмарина, Галина Ивановна, Пермская область
15. Ошмарина, Таисия Афанасьевна, Красноярский край

## П
1. Павлов, Борис Григорьевич, Оренбургская область
2. Павлов, Дмитрий Васильевич, Иркутская область
3. Павлов, Павел Павлович, Псковская область
4. Павлычева, Людмила Васильевна, Тюменская область
5. Пайщиков, Вячеслав Васильевич, Горьковская область
6. Панкратов, Юрий Александрович, Горьковская область
7. Панов, Фёдор Васильевич, Свердловская область
8. Пантеева, Тамара Николаевна, Коми АССР
9. Пантелеев, Николай Егорович, Калининская область
10. Пантелеева, Пелагея Петровна, Москва
11. Панюшкин, Александр Семёнович, Орловская область
12. Парфёнова, Галина Константиновна, Тюменская область
13. Паузин, Николай Иванович, Кировская область
14. Пащенко, Николай Евгеньевич, Москва
15. Пелевин, Лев Алексеевич, Башкирская АССР
16. Пельше, Арвид Янович, Волгоградская область
17. Пендюрин, Владимир Петрович, Краснодарский край
18. Первенцев, Аркадий Алексеевич, Краснодарский край
19. Первушина, Галина Николаевна, Свердловская область
20. Переверзева, Галина Александровна, Краснодарский край
21. Перевозчикова, Зоя Ивановна, Кировская область
22. Петров, Андрей Павлович, Ленинград
23. Петров, Борис Александрович, Оренбургская область
24. Петров, Иван Иванович, Якутская АССР
25. Петров, Михаил Васильевич, Москва
26. Петрова, Мария Григорьевна, Куйбышевская область
27. Петухов, Вячеслав Модестович, Ленинград
28. Петухов, Николай Васильевич, Москва
29. Петухов, Фёдор Дмитриевич, Свердловская область
30. Плетнёва, Валентина Николаевна, Костромская область
31. Побиткова, Капитолина Андреевна, Волгоградская область
32. Подгорный, Николай Викторович, Москва
33. Подельщиков, Григорий Васильевич, Московская область
34. Подобед, Зоя Васильевна, Свердловская область
35. Подорова, Галина Степановна, Коми АССР
36. Пожидаева, Любовь Михайловна, Белгородская область
37. Позднякова, Мария Николаевна, Ставропольский край
38. Полевщиков, Фёдор Сидорович, Тюменская область
39. Поливин, Анатолий Иванович, Читинская область
40. Полубояров, Павел Павлович, Челябинская область
41. Полукаров, Юрий Иванович, Владимирская область
42. Полянский, Дмитрий Степанович, Алтайский край
43. Пономарёв, Борис Николаевич, Саратовская область
44. Пономарёв, Фёдор Тармаевич, Бурятская АССР
45. Поплавская, Татьяна Дмитриевна, Воронежская область
46. Попов, Александр Михайлович, Новгородская область
47. Попов, Александр Александрович, Коми АССР
48. Попов, Борис Александрович, Ленинград
49. Попов, Дмитрий Петрович, Ставропольский край
50. Попов, Константин Степанович, Белгородская область
51. Попова, Клавдия Алексеевна, Омская область
52. Попова, Нина Фёдоровна, Приморский край
53. Попова, Раиса Алексеевна, Ставропольский край
54. Похмельнова, Антонина Михайловна, Москва
55. Прелова, Антонина Ивановна, Тульская область
56. Приезжев, Николай Семёнович, Рязанская область
57. Продай-Вода, Константин Матвеевич, Бурятская АССР
58. Прозоров, Пётр Алексеевич, Кировская область
59. Прокконен, Павел Степанович, Карельская АССР
60. Пронин, Александр Ильич, Владимирская область
61. Пронина, Зоя Фёдоровна, Ленинград
62. Пронькина, Валентина Марковна, Кемеровская область
63. Просвирякова, Нина Петровна, Новгородская область
64. Протасов, Валентин Васильевич, Брянская область
65. Протозанов, Александр Константинович, Тюменская область
66. Прохоров, Василий Петрович, Московская область
67. Пстыго, Иван Иванович, Ивановская область
68. Пустовойт, Василий Степанович, Краснодарский край
69. Пучкова, Надежда Ивановна, Горьковская область
70. Пчелинцева, Мария Ефимовна, Волгоградская область
71. Пысин, Константин Георгиевич, Краснодарский край
72. Пышкова, Варвара Михайловна, Московская область

## Р
1. Радучич, Зинаида Кузьминична, Рязанская область
2. Радченко, Евгений Дмитриевич, Иркутская область
3. Рева, Клавдия Алексеевна, Московская область
4. Рогожкин, Михаил Петрович, Московская область
5. Родионов, Пётр Георгиевич, Саратовская область
6. Ромина, Екатерина Егорьевна, Татарская АССР
7. Ронжин, Андрей Миронович, Кировская область
8. Росовский, Алексей Андреевич, Куйбышевская область
9. Россихина, Наталья Андреевна, Калужская область
10. Рудаков, Леонид Николаевич, Вологодская область
11. Русакова, Валентина Максимовна, Тюменская область
12. Русакова, Екатерина Павловна, Алтайский край
13. Русанов, Евгений Анатольевич, Сахалинская область
14. Рыбалко, Мария Александровна, Чечено-Ингушская АССР
15. Рыбина, Лидия Матвеевна, Москва
16. Рыженков, Иван Ильич, Курская область
17. Рытов, Андрей Герасимович, Липецкая область
18. Рябов, Яков Петрович, Свердловская область
19. Рязанкин, Константин Григорьевич, Московская область
20. Рязанов, Иван Ефимович, Краснодарский край

## С
1. Сабанеев, Станислав Николаевич, Ростовская область
2. Сабинин, Евгений Николаевич, Тульская область
3. Савин, Анатолий Васильевич, Костромская область
4. Савченко, Юрий Михайлович, Краснодарский край
5. Сажина, Мария Николаевна, Вологодская область
6. Салов, Евгений Михайлович, Кемеровская область
7. Саломатина, Евгения Михайловна, Ростовская область
8. Самодаев, Евгений Тимофеевич, Москва
9. Самойлов, Иван Дмитриевич, Свердловская область
10. Сангаев, Эренжен Агильджанович, Калмыцкая АССР
11. Санникова, Надежда Контантиновна, Удмуртская АССР
12. Саттаров, Минибай Зайнутдинович, Башкирская АССР
13. Сафина, Рашида Вазыховна, Татарская АССР
14. Сафонов, Анатолий Фёдорович, Башкирская АССР
15. Сафонов, Евгений Фёдорович, Курганская область
16. Свеклистенкова, Валентина Прокофьевна, Смоленская область
17. Светличный, Михаил Петрович, Московская область
18. Свешников, Егор Иванович, Воронежская область
19. Свешников, Иван Петрович, Орловская область
20. Свиридов, Георгий Васильевич, Белгородская область
21. Севастьянов, Иван Павлович, Новосибирская область
22. Северина, Галина Антоновна, Хабаровский край
23. Севостьянова, Раиса Матвеевна, Орловская область
24. Седова, Валентина Прокопьевна, Татарская АССР
25. Седых, Светлана Кушбиевна, Кабардино-Балкарская АССР
26. Селезнёв, Борис Степанович, Новгородская область
27. Семёнов, Алексей Тимофеевич, Ростовская область
28. Семёнов, Валентин Александрович, Волгоградская область
29. Семёнов, Николай Анатольевич, Челябинская область
30. Семёнова, Галина Павловна, Пермская область
31. Семёнова, Надежда Михайловна, Карельская АССР
32. Семенцов, Михаил Фёдорович, Алтайский край
33. Семизоров, Николай Фёдорович, Куйбышевская область
34. Сеньков, Леонид Яковлевич, Амурская область
35. Сергеев, Вениамин Иванович, Московская область
36. Сергеев, Сергей Иванович, Хабаровский край
37. Сергунин, Иван Иванович, Новгородская область
38. Сердюков, Алексей Иосифович, Ставропольский край
39. Сердюков, Анатолий Алексеевич, Пермская область
40. Серёгин, Николай Александрович, Тульская область
41. Середина, Валентина Васильевна, Калининградская область
42. Серов, Владимир Александрович, Калининская область
43. Сечков, Иван Алексеевич, Курская область
44. Сизенко, Евгений Иванович, Московская область
45. Сизов, Александр Александрович, Ленинград
46. Сизов, Фёдор Яковлевич, Мурманская область
47. Сикора, Михаил Михайлович, Красноярский край
48. Симоненко, Иван Яковлевич, Псковская область
49. Симонов, Кирилл Степанович, Чувашская АССР
50. Скутина, Зинаида Михайловна, Свердловская область
51. Смердова, Зоя Яковлевна, Новосибирская область
52. Сметанина, Людмила Григорьевна, Горьковская область
53. Смирнов, Анатолий Фёдорович, Горьковская область
54. Смирнов, Григорий Лаврентьевич, Горьковская область
55. Смирнов, Иван Семёнович, Красноярский край
56. Смирнов, Лев Николаевич, Татарская АССР
57. Смирнов, Михаил Анатольевич, Пермская область
58. Смирнова, Нина Семёновна, Челябинская область
59. Смышляев, Александр Павлович, Свердловская область
60. Снигирёва Антонина Самуиловна, Пермская область
61. Созыкин, Андрей Григорьевич, Ивановская область
62. Соколов, Борис Михайлович, Ярославская область
63. Соколов, Иван Иванович, Воронежская область
64. Соловьёва, Нина Тимофеевна, Липецкая область
65. Соломенцев, Михаил Сергеевич, Челябинская область
66. Сорокина, Нина Петровна, Ставропольский край
67. Старицын, Михаил Константинович, Камчатская область
68. Староверова, Нина Васильевна, Марийская АССР
69. Стародубцев, Михаил Яковлевич, Мурманская область
70. Стародубцева, Евдокия Степановна, Куйбышевская область
71. Старшиков, Георгий Георгиевич, Ставропольский край
72. Степанова, Лидия Фёдоровна, Чувашская АССР
73. Степанова, Ольга Владимировна, Липецкая область
74. Столетов, Всеволод Николаевич, Ленинград
75. Студёнок, Геннадий Андреевич, Свердловская область
76. Субботин, Михаил Иванович, Пермская область
77. Суетин, Михаил Сергеевич, Красноярский край
78. Суменко, Раиса Дмитриевна, Краснодарский край
79. Суслов, Михаил Андреевич, Куйбышевская область
80. Сухорослов, Алексей Григорьевич, Красноярский край
81. Сушков, Тихон Степанович, Владимирская область
82. Сысоев, Александр Ануфриевич, Курская область
83. Сысоев, Пётр Петрович, Удмуртская АССР
84. Сысоева, Юлия Константиновна, Московская область

## Т
1. Таиров, Михаил Алексеевич, Ленинградская область
2. Такоев, Дзандар Авсимайхович, Куйбышевская область
3. Тартышев, Никифор Никифорович, Читинская область
4. Татаровский, Павел Петрович, Москва
5. Телегин, Василий Александрович, Москва
6. Тёмников, Пётр Иванович, Свердловская область
7. Теплов, Василий Андреевич, Хабаровский край
8. Терещенко, Юрий Васильевич, Белгородская область
9. Титова, Тамара Николаевна, Ленинград
10. Тихомиров, Валериан Андреевич, Горьковская область
11. Тихомиров, Григорий Алексеевич, Алтайский край
12. Тихонова, Маргарита Александровна, Орловская область
13. Толмачёва, Галина Александровна, Алтайский край
14. Толмачёва, Нина Кузьминична, Свердловская область
15. Толубко, Владимир Фёдорович, Саратовская область
16. Томский, Николай Васильевич, Москва
17. Торопов, Василий Фёдорович, Ярославская область
18. Торочков, Иван Михайлович, Татарская АССР
19. Троицкий, Михаил Трофимович, Татарская АССР
20. Трофимов, Владимир Васильевич, Ставропольский край
21. Трофимук, Андрей Алексеевич, Новосибирская область
22. Трубицын, Евгений Георгиевич, Саратовская область
23. Трунова, Мария Александровна, Новосибирская область
24. Трутнёв, Константин Иосифович, Московская область
25. Трушин, Василий Петрович, Москва
26. Тупченко, Юрий Петрович, Ростовская область
27. Турантаев, Владимир Владимирович, Воронежская область
28. Туровцев, Виктор Иванович, Москва
29. Тюрнев, Пётр Фёдорович, Хабаровский край

## У
1. Угужаков, Василий Архипович, Красноярский край
2. Улыбышева, Любовь Гавриловна, Курганская область
3. Урусов, Семён Никитич, Тюменская область
4. Ускова, Раиса Трофимовна, Оренбургская область
5. Устинов, Дмитрий Фёдорович, Владимирская область
6. Устрикова, Евгения Тимофеевна, Псковская область
7. Уткина, Лидия Андреевна, Свердловская область

## Ф
1. Фадеев, Иван Иванович, Алтайский край
2. Фадеев, Яков Леонтьевич, Горьковская область
3. Фадякин, Николай Николаевич, Мордовская АССР
4. Файдыш, Андрей Петрович, Башкирская АССР
5. Файзуллина, Гаугар Садыковна, Башкирская АССР
6. Фёдоров, Борис Фёдорович, Ивановская область
7. Фёдоров, Иван Егорович, Липецкая область
8. Фёдорова, Евгения Васильевна, Ленинград
9. Федотова, Раиса Сергеевна, Тульская область
10. Федченко, Клавдия Прокопьевна, Челябинская область
11. Федькина, Раиса Фахрадионовна, Татарская АССР
12. Федюшкин, Иван Ильич, Москва
13. Филатов, Александр Павлович, Новосибирская область
14. Филатов, Виктор Андреевич, Новосибирская область
15. Филина, Клавдия Васильевна, Тамбовская область
16. Филиппов, Александр Гаврилович, Кемеровская область
17. Филиппова, Вера Петровна, Омская область
18. Филиппочева, Зоя Павловна, Горьковская область
19. Филярчук, Семён Евдокимович, Оренбургская область
20. Фоменко, Михаил Кузьмич, Ростовская область
21. Фомичёва, Валентина Николаевна, Ульяновская область
22. Фомичёва, Мария Осиповна, Ленинградская область
23. Фрайонов, Николай Дмитриевич, Московская область
24. Фурса, Александра Ивановна, Белгородская область

## Х
1. Хабарова, Анастасия Васильевна, Тамбовская область
2. Халиков, Латиф Керимович, Дагестанская АССР
3. Халипов, Иван Фёдорович, Удмуртская АССР
4. Хахалов, Александр Уладаевич, Бурятская АССР
5. Хетагурова, Тамара Солтановна, Северо-Осетинская АССР
6. Хионин, Юрий Васильевич, Оренбургская область
7. Хирнова, Юлия Даниловна, Оренбургская область
8. Хитров, Михаил Дмитриевич, Белгородская область
9. Холостов, Фёдор Яковлевич, Московская область
10. Хорошилова, Анна Васильевна, Краснодарский край
11. Хубаев, Геннадий Александрович, Кабардино-Балкарская АССР
12. Худушина, Юлия Емельяновна, Курская область
13. Хуттунен, Иван Матвеевич, Карельская АССР

## Ц
1. Цветков, Василий Николаевич, Калужская область
2. Целоусова, Юлия Васильевна, Пермская область
3. Цепилов, Михаил Григорьевич, Башкирская АССР
4. Цупкова, Клавдия Петровна, Москва
5. Цыбулина, Клавдия Фёдоровна, Краснодарский край
6. Цыремпилова, Гомбо-Цырен Гончиковна, Бурятская АССР

## Ч
1. Чауров, Пётр Васильевич, Архангельская область
2. Чахкиев, Осман Асламбекович, Чечено-Ингушская АССР
3. Чван, Александр Степанович, Челябинская область
4. Чебышева, Екатерина Фёдоровна, Курская область
5. Чеканова, Надежда Ивановна, Белгородская область
6. Чемодуров, Анатолий Андреевич, Воронежская область
7. Чепков, Борис Александрович, Краснодарский край
8. Черепанова, Надежда Ивановна, Пермская область
9. Черепахин, Николай Савельевич, Псковская область
10. Черкасов, Михаил Сергеевич, Липецкая область
11. Черкасова, Анна Ивановна, Челябинская область
12. Чернова, Ольга Яковлевна, Горьковская область
13. Чернышёв, Владимир Васильевич, Москва
14. Чирва, Михаил Данилович, Ставропольский край
15. Чистоплясов, Степан Иванович, Пермская область
16. Чистяков, Иван Петрович, Магаданская область
17. Чичикин, Пётр Андреевич, Чувашская АССР
18. Чудаков, Григорий Андреевич, Брянская область
19. Чуканов, Олимп Алексеевич, Тульская область
20. Чулаки, Михаил Иванович, Москва
21. Чупий, Василий Васильевич, Карельская АССР
22. Чупин, Георгий Фёдорович, Новосибирская область
23. Чураков, Лев Петрович, Удмуртская АССР
24. Чуркин, Альберт Никитович, Краснодарский край

## Ш
1. Шабалина, Анна Тихоновна, Хабаровский край
2. Шабанова, Назлу, Дагестанская АССР
3. Шаехова, Ханифа Шарафиевна, Башкирская АССР
4. Шайдуров, Олег Вениаминович, Орловская область
5. Шайдуров, Сергей Афанасьевич, Магаданская область
6. Шалагин, Николай Фёдорович, Челябинская область
7. Шалаева, Елена Константиновна, Красноярский край
8. Шамин, Роман Васильевич, Пензенская область
9. Шамхалов, Шахрудин Магомедович, Дагестанская АССР
10. Шапкина, Антонина Васильевна, Краснодарский край
11. Шапошникова, Алла Петровна, Москва
12. Шафиков, Габбас Фатх-Рахманович, Башкирская АССР
13. Шашкин, Геннадий Александрович, Томская область
14. Шевлягин, Дмитрий Петрович, Новосибирская область
15. Шевцов, Алексей Васильевич, Сахалинская область
16. Шевцов, Павел Семёнович, Ростовская область
17. Шевченко, Сергей Васильевич, Куйбышевская область
18. Шевчук, Анна Семёновна, Башкирская АССР
19. Шелепин, Александр Николаевич, Калининская область
20. Шеремет, Степан Павлович, Саратовская область
21. Шершеневский, Анатолий Александрович, Калининская область
22. Шивринский, Владимир Александрович, Вологодская область
23. Шигаева, Александра Прокопьевна, Красноярский край
24. Шильдкрот, Мендель Аббович, Московская область
25. Широков, Борис Галактионович, Волгоградская область
26. Шитов, Александр Иванович, Волгоградская область
27. Школьников, Алексей Михайлович, Башкирская АССР
28. Шкуратов, Иван Фёдорович, Омская область
29. Шмаков, Григорий Александрович, Горьковская область
30. Шматова, Нина Ивановна, Краснодарский край
31. Шнайдер, Фридрих Фридрихович, Алтайский край
32. Шоронова, Татьяна Николаевна, Горьковская область
33. Шорохов, Семён Маркович, Мордовская АССР
34. Штанько, Степан Федотович, Кировская область
35. Штина, Эмилия Адриановна, Кировская область
36. Шумик, Сергей Иванович, Иркутская область
37. Шумилов, Василий Тимофеевич, Ленинградская область

## Щ
1. Щёкина, Августа Пименовна, Вологодская область
2. Щербаков, Александр Евгеньевич, Пензенская область
3. Щербаков, Владимир Михайлович, Ростовская область
4. Щербаков, Владимир Фёдорович, Москва
5. Щербаков, Евгений Михайлович, Белгородская область
6. Щетинина, Мария Павловна, Московская область

## Э
1. Эльдарова, Роза Абдул-Басыровна, Дагестанская АССР
2. Эльдерханов, Араб, Чечено-Ингушская АССР

## Ю
1. Юренкова, Анна Сергеевна, Московская область
2. Юсипов, Шамиль Сафинович, Горьковская область

## Я
1. Ягельский, Борис Николаевич, Калужская область
2. Яковец, Анастасия Кирилловна, Амурская область
3. Яковлев, Иван Дмитриевич, Омская область
4. Яковлева, Галина Лукинична, Иркутская область
5. Яковлева, Зинаида Егоровна, Калининская область
6. Якупов, Гильман Гирфанович, Башкирская АССР
7. Янок, Исхак Ибрагимович, Краснодарский край
8. Яровиков, Александр Васильевич, Марийская АССР
9. Яровой, Владимир Георгиевич, Калужская область
10. Яскина, Ефимия Давыдовна, Мордовская АССР
11. Яснов, Михаил Алексеевич, Татарская АССР